# العلاقات التنزانية الجورجية
العلاقات التنزانية الجورجية هي العلاقات الثنائية التي تجمع بين تنزانيا وجورجيا.

## مقارنة بين البلدين
هذه مقارنة عامة ومرجعية للدولتين:
| وجه المقارنة                                              | تنزانيا                        | جورجيا                          |
| --------------------------------------------------------- | ------------------------------ | ------------------------------- |
| المساحة (كم2)                                             | 947.30 ألف                     | 69.70 ألف                       |
| عدد السكان (نسمة)                                         | 57.31 مليون                    | 3.72 مليون                      |
| الكثافة السكانية (ن./كم²)                                 | 60.5                           | 53.37                           |
| العاصمة                                                   | دودوما                         | تبليسي، كوتايسي                 |
| اللغة الرسمية                                             | اللغة السواحلية، لغة إنجليزية  | اللغة الجورجية، اللغة الأبخازية |
| العملة                                                    | شيلينغ تانزاني                 | لاري جورجي                      |
| الناتج المحلي الإجمالي (بليون دولار)                      | 52.09 مليار                    | 15.16 مليار                     |
| الناتج المحلي الإجمالي (تعادل القوة الشرائية) بليون دولار | 138.73 مليار                   | 35.68 مليار                     |
| الناتج المحلي الإجمالي الاسمي للفرد دولار أمريكي          | 878                            | 3.79 ألف                        |
| الناتج المحلي الإجمالي للفرد دولار أمريكي                 | 2.54 ألف                       |                                 |
| مؤشر التنمية البشرية                                      | 0.521                          | 0.754                           |
| رمز المكالمات الدولي                                      | +255                           | +995                            |
| رمز الإنترنت                                              | .tz                            | .ge، .გე ‏                       |
| المنطقة الزمنية                                           | ت ع م+03:00، توقيت شرق أفريقيا | ت ع م+04:00                     |

## منظمات دولية مشتركة
يشترك البلدان في عضوية مجموعة من المنظمات الدولية، منها:
| علم المنظمة | اسم المنظمة                   | تاريخ انضمام تنزانيا | تاريخ انضمام جورجيا |
| ----------- | ----------------------------- | -------------------- | ------------------- |
|             | يونسكو                        | 6 مارس 1962          | 7 أكتوبر 1992       |
|             | مؤسسة التمويل الدولية         | 10 سبتمبر 1962       | 29 يونيو 1995       |
|             | مؤسسة التنمية الدولية         | 6 نوفمبر 1962        | 31 أغسطس 1993       |
|             | منظمة التجارة العالمية        | 1995                 | 14 يونيو 2000       |
|             | الاتحاد البريدي العالمي       | ?                    | ?                   |
|             | الاتحاد الدولي للاتصالات      | 31 أكتوبر 1962       | 7 يناير 1993        |
|             | الأمم المتحدة                 | 14 ديسمبر 1961       | 31 يوليو 1992       |
|             | البنك الدولي للإنشاء والتعمير | 10 سبتمبر 1962       | 7 أغسطس 1992        |

## وصلات خارجية
- موقع وزارة الخارجية التنزانية
- موقع وزارة الخارجية الجورجية